# NGC 7795
NGC 7795 is een niet-bestaand object in het sterrenbeeld Cassiopeia. Het hemelobject werd op 29 september 1829 ontdekt door de Britse astronoom John Herschel.